# Осіна-Мала (Лодзинське воєводство)
Осіна-Мала (пол. Osina Mała) — село в Польщі, у гміні Келчиґлув Паєнчанського повіту Лодзинського воєводства.
У 1975-1998 роках село належало до Серадзького воєводства.